# Susana Fraile Celaya
Susana Fraile Celaya, född 4 juli 1978 i Zumárraga, är en spansk före detta handbollsspelare som spelade för BM Elda under hela sin elitkarriär.

## Klubblagskarriär
Som klubbspelare tillbringade hon hela sin elitkarriär i BM Elda Prestigio, som hon började spela för i sin ungdom. Hon vann 9 nationella titlar med klubben, mest cuptitlar men även ligatiteln 1999. I de internationella cuperna spelade hon semifinal i Cupvinnarcupen, en semifinal i EHF-cupen och i en final i samma tävling. Hon stannade i Elda tills hon avslutade karriären 2010.
Efter karriären har hon tränat ungdomslag och dessutom är hon assisterande tränare för seniordamlaget i Club Mare Nostrum Torrevieja som spelar i spanska ligan.

## Landslagskarriär
Susana Fraile Celaya debuterade i landslaget i februari 1998, i en kvalmatch till EM i Toulouse mot Frankrike där hon gjorde sina två första mål i en landskamp. Hennes sista match var mot Island i turneringen 6 Nations i Nederländerna den 21 oktober 2007. Hon vann silvermedaljen vid Medelhavsspelen 2001 i Tunis. Med det spanska landslaget deltog hon också i OS 2004 i Aten, där det spanska landslaget slutade sexa i turneringen. Hon deltog i VM i Italien 2001 och Kroatien 2003 samt i EM i Danmark 2002 och Sverige 2006. Hon spelade 131 matcher med landslaget och lade 411 mål.